# Inflacja prawa
Inflacja prawa (inflacja legislacyjna, nadregulacja) – potoczna nazwa negatywnego zjawiska w procesie legislacji polegającego na tworzeniu nadmiernej liczby aktów prawnych w stosunku do potrzeb, zbytniej szczegółowości przepisów oraz ich niskiej jakości.
Nazwa jest analogią do inflacji ekonomicznej, w której zwiększenie ilości pieniądza bez pokrycia zmniejsza jego wartość. Inflacja prawa nie zmniejsza jego siły oddziaływania, ale zmniejsza jego efektywność jako zbioru norm ułatwiających funkcjonowanie społeczeństwa. Według Janusza Kochanowskiego nadregulacja jest wynikiem myślenia magicznego, rozpowszechnionego wśród urzędników i polityków przekonania, że fakt ustanowienia przepisu sam w sobie w sposób natychmiastowy i nieodwołalny zmieni rzeczywistość. Podobnej obserwacji dokonało Ministerstwo Gospodarki:

Nadprodukcja aktów prawnych (inflacja legislacyjna) [występuje] jako skutek podejścia „zawsze regulować”. Pomimo iż liczba ustaw przyjmowanych rocznie w Polsce od 2001 do 2007 r. zmniejszała się, to w 2008 r. nastąpiło zintensyfikowanie działalności legislacyjnej. Powstaje pytanie czy liczba aktów prawnych odzwierciedla liczbę problemów społeczno-gospodarczych zidentyfikowanych przez rząd i czy w każdym przypadku zidentyfikowany problem należało rozwiązywać przez przyjęcie aktu prawnego.

Inflacja prawa ma szereg niekorzystnych konsekwencji, takich jak niespójność przepisów, rozmycie odpowiedzialności za ich wprowadzanie, uznaniowość w interpretacji, formalizm, konieczność częstych nowelizacji, rozrost biurokracji oraz częste uchylanie przepisów przez wyższe instancje.
NIK w raporcie poświęconym egzekucji podatku dochodowego w 2010 zauważył, że „częste zmiany przepisów i aktualizacje formularzy podatkowych powodują popełnianie przez podatników błędów, których skutkiem są liczne korekty zeznań i zwiększenie obciążenia pracą urzędów”. NIK wnioskował wówczas także o stabilizację przepisów podatkowych zauważając, że „Od 1991 r. ponad 100 razy dokonywano zmian w ustawie o PIT”. Inną powszechną praktyką jest tzw. prawo powielaczowe, czyli niepublikowane, wewnętrzne interpretacje, okólniki i wytyczne, o wątpliwej podstawie prawnej, które jednak wywierają realny wpływ na praktykę funkcjonowania administracji publicznej.
NIK w wyniku analizy decyzji skarbowych z lat 2008–2010 stwierdziła znaczną liczbę decyzji błędnych, skutkujących uchyleniami w instytucjach odwoławczych
oraz koniecznością wypłacania odszkodowań przez Skarb Państwa. Według NIK istotną przyczyną są chaotyczne i niestabilne przepisy podatkowe, które powodują podejmowanie błędnych decyzji tak przez kontrolowanych, jak i przez kontrolujących. Równocześnie w pierwszych dwóch kwartałach 2011 roku ustawodawca wprowadził ponad 40 zmian w przepisach o podatku VAT.
Równocześnie dodatkowe regulacje wprowadzane bez zapewnienia środków wystarczających do ich sprawnej egzekucji skutkują wieloletnimi zaległościami w procedowaniu spraw urzędowych.

Zbyt skomplikowane i niezrozumiałe prawo jest wymieniane w sondażach publicznych jako bariera do rozpoczynania działalności gospodarczej. Jeżeli już uda się przebrnąć przez labirynt formalności okazuje się, że często prawo nakłada na przedsiębiorców nadmierne obowiązki, powodując po ich stronie nieuzasadnione koszty.

Polski Sąd Najwyższy w podsumowaniu pracy za 2008 rok skomentował prawo przedstawiane mu do oceny jako „coraz bardziej rozbudowane i różnorodne, a jednocześnie zmienne, niejasne, pełne luk i wątpliwości oraz o niskiej jakości formalnej oraz merytorycznej”. Negatywną ocenę jakości polskiego prawa Sąd Najwyższy powtórzył w raporcie w 2010 roku.

Legislacja w Polsce, zwłaszcza w społecznie wrażliwych sprawach takich jak przestępczość, ochrona zdrowia czy finanse, działa w dużej mierze na zasadzie wahadła. Jedno, dwa medialne wydarzenia mogą radykalnie zmienić politykę państwa wobec np. zasad transportu drogowego.

Przeprowadzona w 2010 roku analiza 129 ustaw wskazała 148 różnych form reglamentacji działalności gospodarczej w postaci koncesji, licencji, wpisów do rejestrów, zezwoleń i pozwoleń. Łączny roczny koszt tych regulacji dla przedsiębiorców i obywateli został oszacowany na 133 mln zł, podczas gdy korzyści dla budżetu dzięki nim uzyskiwane – ok. 8 mln zł.
W VI kadencji Sejmu uchwalone zostały 953 ustawy, z czego 70% stanowiły nowelizacje istniejących aktów prawnych, w tym 17 zmian kodeksu karnego.
Jako przykłady negatywnych skutków niskiej jakości stanowionego prawa wskazywane są wątpliwości w interpretacji przepisów dotyczących opodatkowania ubezpieczeń medycznych czy zawieszenia działalności gospodarczej w ZUS.
Inną częsta patologią jest wdrażanie przepisów w pośpiechu i na ostatnią chwilę, zwykle pod presją unijnych dyrektyw – w ten sposób została uchwalona nowelizacja ustawy o podatku akcyzowym, wprowadzająca akcyzę na węgiel i koks. Konieczność wprowadzenia akcyzy była ustawodawcy znana od chwili wstąpienia do Unii Europejskiej (2004), mimo to odpowiednią nowelizację wprowadzono pod koniec 2011 roku. Rozporządzenia wykonawcze wydano tuż przed końcem grudnia 2011 roku a zaczęły one obowiązywać od 1 stycznia 2012. W powszechnej ocenie regulacja ta jest niskiej jakości i wprowadziła uciążliwe obowiązki biurokratyczne.
Jako jedną z przyczyn niskiej jakości polskiej legislacji wskazuje się także niskie kompetencje oraz kulturę prawną posłów.
Wprowadzone w 2013 roku zmiany w przepisach dotyczących prawa jazdy kategorii B1 ograniczyły uprawnienia osób, które taką kategorię posiadały w przeszłości. Przez ponad dwa lata trwa uchwalanie aktów prawnych związanych z patentami żeglarskimi, w tym czasie sytuacja jest niepewna i niestabilna – w 2012 roku brakowało rozporządzeń umożliwiających wystawianie patentów, w 2013 roku brakuje rozporządzanie umożliwiającego przeprowadzanie egzaminów. W podobny sposób opieszałość odpowiedzialnego za te przepisy resortu doprowadziła do sytuacji, w której z powodu braku przepisów wykonawczych niemożliwe jest rejestrowanie jachtów, łodzi motorowych i skuterów wodnych.
Z kolei wprowadzone w 2004 roku przez ministra Wojciecha Olejniczaka rozporządzenie w sprawie uboju rytualnego było od samego początku sprzeczne z aktem prawnym wyższego rzędu (ustawą), co jednak dopiero w 2011 roku potwierdził Trybunał Konstytucyjny.
W ocenie Ministerstwa Finansów chaotyczna i nieracjonalnie prowadzona legislacja była główną przyczyną spraw JTT, Optimusa i Romana Kluski, które stały się symbolem bezpodstawnych represji organów państwowych wobec przedsiębiorców.
Jako przykłady legislacji prowadzonej w sposób nietransparentny, budzący podejrzenia korupcji i sprzeczny z zasadami państwa prawa wymienia się ustawę hazardową (przyczyna wybuchu afery hazardowej), ustawę o kierujących pojazdami, rozporządzenia regulujące rynek górniczy, przepisy dotyczące telepracy, ustawę o radiofonii i telewizji z 2002 roku (słynne ...lub czasopisma), ustawę o refundacji leków z 2011 roku, ustawę o planowaniu i zagospodarowaniu przestrzennym.
W związku z dużą liczbą luk prawnych w przepisach o VAT i ordynacji podatkowej w 2013 roku Związek Przedsiębiorców i Pracodawców złożył do CBA doniesienie o podejrzeniu popełnienia przestępstwa przez Ministerstwo Finansów. Miało ono polegać na wielokrotnym tworzeniu przepisów zawierających oczywiste luki prawne, a następnie opieszałość w ich zamykaniu, pomimo powszechnej wiedzy na temat ich wykorzystywania do wyłudzania podatków. W kwietniu 2013 prokuratura odmówiła wszczęcia śledztwa z powodu przedawnienia zarzutów (ostatni przedawnił się w 2010 roku), wskazując jednak, że wskazane w zgłoszeniu rozporządzenia i zarządzenia istotnie miały charakter „niedbały, nielogiczny i niespójny”, co ułatwiało popełnianie przestępstw podatkowych i uzyskiwanie nienależnych zwolnień podatkowych.
Niespójne prawo podatkowe generuje również znaczne koszty bezpośrednie i pośrednie związane z jego interpretacją. W 2009 roku urzędy skarbowe wydały łącznie 30 tys. indywidualnych interpretacji podatkowych. Bezpośredni koszt funkcjonowania biur Krajowej Informacji Podatkowej wyniósł w tym roku 30 mln zł. Równocześnie nadal zdarzają się wzajemnie sprzeczne interpretacje tych samych przepisów, a także interpretacje skutkujące praktycznym naruszeniem zasady lex retro non agit, czyli wsteczne egzekwowanie nowej interpretacji, pomimo że wcześniejsza praktyka była potwierdzana przez organy skarbowe. Taka sytuacja występowała w przypadku opodatkowania firmowych pakietów medycznych czy zawieszania działalności gospodarczej.
Chaotyczne ustawodawstwo i arbitralne interpretacje doprowadziły w latach 2004–2012 do kontrowersyjnych działań ZUS. Zmiany interpretacji przepisów o zawieszeniu działalności gospodarczej skutkowały ściąganiem przez ZUS rzekomo zaległych składek po latach od zawieszenia działalności przeprowadzonej zgodnie z zaleceniami ZUS, w wielu przypadkach także po wydaniu przez ZUS zaświadczeń o niezaleganiu ze składkami. Naprawienie części skutków tego zamieszania wymagało uchwalenia w 2012 roku specjalnej ustawy abolicyjnej.
Według prof. Marka Zubika w polskiej legislacji „od dłuższego czasu przywiązuje się nadmierną wagę do stanowienia prawa jako mechanizmu regulacji stosunków społecznych”, pomijając wcześniejszą analizę problemu i ocenę racjonalności różnych rozwiązań (ocena skutków regulacji). Według prezydenta Bronisława Komorowskiego „zła ocena sposobu stanowienia prawa odbija się na zaufaniu do państwa i systemu demokratycznego”. W tzw. drugim exposé w październiku 2012 roku premier Donalda Tuska również ocenił polskie prawo jako „skomplikowane i niedoskonałe”.
W 2012 roku grupa ekspertów z Uczelni Vistula opublikowała raport Rola grup interesów w procesie stanowienia prawa w Polsce, stanowiący jedną z najobszerniejszych analiz patologii procesu stanowienia prawa. Wcześniej wskazywanymi patologiami było udział prof. Modzelewskiego w tworzeniu ustawy o VAT oraz prof. Marka Góry w tworzenie systemu OFE.
W 2013 roku Ministerstwo Sprawiedliwości opublikowało propozycję systemowej reformy procesu stanowienia prawa. W towarzyszącym jej uzasadnieniu potwierdzone zostały wcześniej zdiagnozowane patologie polskiej legislacji. Jako najbardziej palące wskazano „niedokładność, nierzetelność i ogólnikowość” sporządzanych ocen skutków regulacji, nietrafne decyzje legislacyjne, iluzoryczne konsultacje społeczne. W czerwcu 2013 Ministerstwo wycofało się z tego projektu. Równocześnie Rada Ministrów przyjęła uchwałę uruchamiającą program „Lepsze Regulacje 2015”. koordynowany przez Ministerstwo Gospodarki.
W 2013 roku prezydent Bronisław Komorowski oraz Rzecznik Praw Obywatelskich Irena Lipowicz niezależnie zaapelowali o reformę prawa podatkowego, jako dziedziny niezwykle rozbudowanej przez lata, niespójnej i stanowiącej jeden z największych źródeł problemów prawnych w Polsce.
W opublikowanym w 2014 roku rankingu ilości zmian w przepisach w krajach Europy Środkowo-Wschodniej przeprowadzonym przez firmę Grayling Polska zajęła drugie miejsce, po Rumunii (w jej przypadku autorzy zauważyli jednak, że zmiany wynikały z dostosowywania krajowego prawa do przepisów międzynarodowych). Według ocen ekspertów w styczniu 2015 pomimo rozmaitych inicjatyw podejmowanych przez rząd w międzyczasie nie poprawiła się ani jakość ani stabilność prawa stanowionego. W ciągu ostatnich kilku lat wzrosła zarówno liczba uchwalanych aktów prawnych, jak i tempo prac nad nimi. Znaczą ich część stanowią poprawki błędów w ustawach uchwalonych zaledwie kilka lat temu.
W rankingu firmy Grant Thornton za 2014 rok Polska zajęła pierwsze miejsce pod względem liczby nowych aktów prawnych wprowadzanych do obiegu w danym roku (25 634 stron maszynopisu), wyprzedzając Francję (23 tys.) i Włochy (15 tys.).
Już z I wieku n.e. pochodzi znana sentencja Tacyta opisująca zjawisko inflacji prawa:

im większy nieład w państwie, tym liczniejsze ustawy